# 水瀬美香
水瀬 美香（みなせ みか、1979年4月12日 - )は、パチスロ必勝本（辰巳出版）およびその系列誌のライター兼タレント『パチスロ必勝本DX』のギャルズパーティー1期生、元レースクイーン。
女性パチスロライターのハシリであり、現在はパチスロタレント水瀬美香として活動をしている。

## 来歴
- 2000年、芸能事務所を辞め、2001年にレースクイーンとしてスカウトされデビューする。全日本GT選手権、スーパー耐久などでレースクイーンをしていた。この頃に、レースクイーン友達に勧められ、パチスロ「サンダーV2」を導入日に初遊戯した。[2][3]
- 2005年、レースクイーンを辞め、一時期キャンペーンガールの仕事も行っていた。キャンペーンガールとして、パチンコ屋の来店イベントも行っており、同日『パチスロ必勝本』のライター「ひさぴょん」が来店実践を行っていた。控室でパチスロが大好きであることを話しするとスカウトされ、パチスロタレントになりCSの番組に出演するようになる。後に『パチスロ必勝本DX』のギャルズパーティー1期生としてパチスロライターデビューする。「ヒキ強スロ姫」というキャッチフレーズでパチスロ7（蒼竜社）などで漫画化もされていた。
- 一時期、「H.I.M.E」に所属しレースクイーンを復活、またタレントとして「サンズエンタテインメント」に所属していた[4]。
- 2022年、自身の誕生日に年齢を3歳詐称していたことを公表、2022年4月12日に節目の40歳ではなく実は43歳になった。[5]
- 水瀬美香というライター名は業界に入る際に友達から「水瀬」って良いよねと言われて決まった。マネージャーに提案すると物足りないとのことで姓名診断をしてもらい「美香」が加わり水瀬美香となった。

## 人物

### 性格・特徴・嗜好
- 勝負事においては、生か死か、ハイリスクハイリターンな勝負を好む。[6]
- 過去、ビビりの女王と言われ「ジャグラーシリーズ」のガコ音が苦手。[7]
- 昆虫が大の苦手であり、触ることもできない。[8]
- 上乗せ特化ゾーンにてクレジットオフ（オカルト）を発動させることがある。[9]
- 眼鏡を掛け、『パチスロモード☆オン』することによって気持ちを切り替えることができる。水瀬美香の持ちネタの一つであり、近年では見られない。（2020年現在）[9]
- 2002年頃、仕事とパチスロ漬けの毎日を送っており、身の回りの物を手放してまで、パチスロの遊戯資金を工面していた。[3]
- 主に必勝本系列メンバーで構成される『水瀬会』があり、水瀬美香が会長である。  メンバーは、水瀬美香、くり、スロカイザー、大和、矢野キンタ、の計5名で構成されていたが矢野キンタが2019年3月31日にライターを引退したため、現在は残る4名での構成となる。（2020年現在）
- 犬、猫が好きでありペットとしてペキニーズ種を2匹飼育している。（2020年現在）猫カフェに定期的に通うほど動物が好きである。[10]
- 愛煙家であったが2013年頃に番組内で煙草を止める宣言をし、禁煙に成功した。[9]

### 雑誌紹介から見る人物
- 『スロデビューから数年続いたビギナーズラックで、パチスロは簡単に勝てるものと思っていたが、ここ数年、年間収支がマイナス●百万円を超えるヒキ弱ぶり。  いつかまた訪れるヒキ強期に備えて打ち続ける日々です！』（パチスロ極み2015年8月号より引用）[11]
- 『オバサンになっても、ジャージやパジャマでホールで向かうことはせず、  戦闘服には気を遣い、ネイルとエクステとつけまつげが、「三種の神器」な3●才のスロ中毒女子。  森高千里さんのＣＭを見て「オバサンになっても頑張ろう」と思う今日この頃』（パチスロ極み2015年12月号より引用）[12]

### パチンコ、パチスロでの記録（実践番組において）
- 『水瀬&りっきぃ☆のロックオン』2010年10月-2020年12月放送までの全240回の収録下で、122勝118敗：+431580円のプラス収支となった。（2020年12月）[8]
- 『上カラ水瀬[9]』にて、「ミリオンゴッド 〜神々の凱旋〜」を実践収録中、その日の合計獲得枚数が10496枚となり万枚を達成した。（2020年10月）[9]
- 『M愛すべき台がいて』にて、「ミリオンゴッド 〜神々の凱旋〜」を実践収録中に一撃11914枚を獲得し、万枚を達成した。（2020年10月）[13]
- 『上カラ水瀬[9]』にて、「ミリオンゴッド 〜神々の凱旋〜」を実践収録中に一撃9606枚を獲得した。（2020年7月）[9]
- 「アナザーゴッドハーデス - 奪われたZEUS Ver.」にて、累計400万円前半を費やしているとコメント（2020年現在）[8]
- 『水瀬&りっきぃ☆のロックオン』にて、「CR真・花の慶次2 漆黒の衝撃」を実践収録中、16連、一撃獲得玉数37227玉獲得した。（2019年）[8]
- 『水瀬美香のスロってみっか[14]』にて、「ミリオンゴッド 〜神々の凱旋〜」を実践収録中、GODゲーム中に黄7を11回連続で揃えた。確率1/4,742,685（2019年）[7]
- 『水瀬&りっきぃ☆のロックオン』#206にて実践収録中、水瀬美香史上5号機での一撃最高獲得枚数14303枚を「アナザーゴッドハーデス - 奪われたZEUS Ver.」にて達成、その際に都市伝説と言われたタッチが遊技台から流れた（2018年1月）[8]
- 「パチスロ北斗の拳 転生の章」に、軽自動車1台分を費やしているとコメント（2017年現在）[9]
- 『水瀬美香の空気読めよ！[15]』にて、「ミリオンゴッド 〜神々の凱旋〜」を実践収録中、一撃10748枚を獲得、万枚を達成した。（2017年）[15]
- 『水瀬美香のスロってみっか[14]』にて、「獣王-王座の覚醒-」を実践、番組収録時間内に残りゲーム数を消化しきれなかったがその後、収録時間外で万枚を達成した。（2017年）[14]
- 『上カラ水瀬[9]』にて、「アナザーゴッドハーデス‐奪われたZEUSver.‐」を実践収録中、一撃9779枚獲得、その日の合計獲得枚数が10210枚となり万枚を達成した。（2017年）[9]
- 『ミカのスロっと日記[16]』にて、「CR北斗の拳5覇者」を実践収録中、合計獲得玉数44860玉獲得した。（2013年）[16]
- 『水瀬&りっきぃ☆のロックオン』にて、「秘宝伝〜封じられた女神〜」を実践収録中、一撃10893枚を獲得、万枚を達成した。（2011年）[8]
- 『水瀬&りっきぃ☆のロックオン』にて、「CR聖闘士星矢-黄金-」を実践収録中、31連、合計獲得玉数37107玉獲得した。（2011年）[8]
- 『ミカのスロっと日記[16]』にて、「新鬼武者」を実践収録中に、万枚を達成した。（2011年）[16]

### カジノでの記録[9]
- カジノバトル企画（韓国）にて、バカラをプレイした際に日本円換算で1play50万円を掛けた勝負をし、見事勝利した（2019年6月）[9]
- 韓国パラダイスシティ主催、第4回ＢＪ大会でチーム必勝本の一員として優勝、賞金1000万ウォンを獲得し大会２連覇（2019年6月韓国パラダイスシティ主催大会）[9]
- 韓国パラダイスシティ主催、第3回ＢＪ大会でチーム必勝本の一員として優勝、賞金1000万ウォンを獲得（2019年2月韓国パラダイスシティ主催大会）[9]
- カジノバトル企画（韓国）にて、バカラを1play140万ウォンを掛けた勝負をした（2018年）[17]

### エピソード

#### ハーデス被害者の会
パチスロアナザーゴッドハーデス - 奪われたZEUS Ver.に対し、多額の遊戯資金を使用した者同士で結成された。メンバーは、会長:水瀬美香、副会長:中武一日二膳で構成される。
パチンコ店に設置されている限り遊戯し続けることを没倒とし、パチンコ店から一斉撤去後（2019年12月に一斉撤去）、アナザーゴッドハーデス - 奪われたZEUS Ver.を物理的に破壊することを目標とする会である。（ホールから撤去後、破壊した事実はない）

#### スロカイザーのセクハラ問題
2015年9月放送の『本気ですか水瀬さん#5.6』ゲスト:スロカイザーより
パチンコ店内で番組収録中、水瀬美香がトイレに行っている隙にスロカイザーが水瀬美香のペットボトルの水（自身の確保台に置いていた）を飲んで間接キスをした。番組スタッフはその事実を伝えず後日、番組視聴者からその事実を伝えられた。これについて本人は怒ることなく笑って終わった。

#### 5000万円貢がれる
2015年8月放送の『本気ですか水瀬さん#3.4』ゲスト:嵐より
番組冒頭を収録中、嵐が『女性に貢ぐことこそ男の本懐』と主張し5000万円を貢ぐと発言、これに対し水瀬美香は『今までで言われた言葉で一番嬉しいかもしれない』とコメントしている。これはバラエティ演出であると受け取れる。

#### 二日酔い収録
二日酔い状態の中、パチンコ店で水瀬&りっきぃ☆のロックオンを#255を収録中、二日酔い症状により遊戯退席を繰り返しながらも収録を行った。後に本人の希望により顔面モザイクをかける編集が行われた。この収録日前夜に髭原人（でちゃう！編集部）との飲み会があり、一連の流れは番組（ひげみなっ） 内で話をしている。番組内（水瀬&りっきぃ☆のロックオン）では名場面集にランクインしている回である。

### 愛称
愛称は水瀬さん（主に水瀬会メンバーが呼ぶ）、美香ちゃん（番組『スロってみっか』での呼ばれ方）、みぃちゃん（スロカイザーが呼ぶ）、GOD姐さん（番組『水瀬&りっきぃ☆のロックオン』での呼ばれ方）みかんちょ（髭原人が呼ぶ） などがある。

## 出演

### テレビ

#### レギュラー出演番組
- ひげみなっ（2020年5月-、パチンコ★パチスロTV!）
- 水瀬&りっきぃ☆のロックオン（2010年10月-2020年12月、パチンコ★パチスロTV!）[19]
- 水瀬・みのりんの逮捕しちゃうぞ（2014年10月-2017年4月、パチンコ★パチスロTV!）
- 本気ですか!?水瀬さん!!（2015年-2017年、パチ・スロ サイトセブンTV）

#### 準レギュラー出演番組
- マネーの豚3匹目～100万円争奪スロバトル～（パチ・スロ サイトセブンTV）
- マネーの豚2匹目～100万円争奪スロバトル～（パチ・スロ サイトセブンTV）
- マネーの豚～100万円争奪スロバトル～（パチ・スロ サイトセブンTV）
- 近未来回胴伝説ガチスロ （ジャンバリ.TV・全国のUHF局、2010年7月 - 2015年3月）
- パチスロバトルリーグ（2005年10月-2017年9月）

### ネット配信

#### レギュラー出演番組
- 水瀬美香の湖南探偵！リターンズ！（2020年8月-、ReachAngels.TV）
- M愛すべき台がいて（2020年7月-、APチャンネル）
- ミナセにおまかせ（2020年4月-、APチャンネル）
- ミナセ屋（2019年2月-、ぴーすとらいくの放送室_）
- 水瀬美香の対戦相手はスロカイザー（2018年7月-、パチンコ・パチスロ必勝本WEB-TV）
- 水瀬美香のスロってみっかafter（2018年-、パチンコ・パチスロ必勝本WEB-TV）
- 水瀬美香のKONAN★DREAM(2018年5月-2018年9月、ReachAngels.TV)
- 湖南探偵！真実はいつも1つ！（2018年1月-2019年6月、ReachAngels.TV）
- 私、失敗しませんから。（2017年4月-2019年3月）
- S女のMスクール（2016年12月-2019年3月、ジャンバリ.TV）
- 水瀬さん！ゴチになります！（2015年-、パチンコ・パチスロ必勝本WEB-TV）
- 上カラ水瀬（2012年11月-、パチンコ・パチスロ必勝本WEB-TV）[21]
- 水瀬美香のスロってみっか（2011年-、パチンコ・パチスロ必勝本WEB-TV）
- GOD遺産（2017年8月-2018年4月、パチンコ・パチスロ必勝本WEB-TV）
- 水瀬美香の空気読めよ！（2017年1月-2017年11月、ReachAngels.TV）
- 水瀬のゆくえ（2017年2月-2017年8月、パチンコ・パチスロ必勝本WEB-TV）
- 私に恋したマネージャー（2016年2月-2016年10月、ジャンバリ.TV）
- ミナセの隣（2015年11月-2017年7月、パチンコ・パチスロ必勝本WEB-TV）
- 水瀬美香のドキドキ島（2012年3月-2012年9月、パチンコ・パチスロ必勝本WEB-TV）
- ミカのスロっと日記theMOVIE（2010年2月-2011年8月、ジャンバリ.TV）

#### 準レギュラー出演番組
- のりピー（2018年6月-、でちゃう！WEBちゃんねる）
- 水瀬美香のぶんまわし、回胴紀行！(2018年5月-、2018年6月、ReachAngels.TV)
- ぱちズキっ！（2017年11月-）
- ガチンコROCKYOU！！〜研ぎ澄ませ、シックスセンス〜（2016年1月-2016年12月）
- ニコナニ動画（2012年3月-2013年9月、パチンコ・パチスロ必勝本WEB-TV）

### CM
- G&Eビジネススクール

### DVD
- 射駒タケシの大作戦（2019年2月、パチンコ・パチスロ必勝本）
- 必勝本DVD傑作選殿堂ボックス激動編（2018年2月）
- パチスロ必勝本×パチスロ極ミックス6 DVD BOX vol.6（2018年4月）
- 必勝本ライター ガチ実戦記 激スロバトル〜共闘編〜DVD BOX （2016年4月）
- 必勝本DVD傑作選 殿堂ボックス（2016年2月）
- 水瀬美香のスロってみっか Vol.1 (2011年12月）
- パチスロ必勝本 ~常勝マニュアル~ 緑ドンVIVA最速攻略完全版 人気ライターが勝ち方や楽しさを伝授!!（2011年、 キネマ旬報社）
- 競泳レースクイーン‐水瀬美香‐（2006年、 king-maker） [22]

### イベント
- パチスロサミット2016
- パチスロサミット2017

### パチンコ店イメージキャラクター
- オメガ湖南店のスペシャルサポーター（2020年6月-）
- 東宝プラザ（2019年4月-2019年7月）

### 舞台
- 101匹萌えタン（2006年）

## 著書

### 漫画
- 豪腕な彼女（パチスロ7（2014年1月号 -  蒼竜社）／ - 原作／水瀬美香 - 作画／冨田はじめ）

### 雑誌コラム
- パチスロ極み（スコラマガジン出版） - 「水瀬のヒキ出しコラム『ミカヅキッ！』」（2015年8月号、2015年9月号、2015年11月号、2015年12月号）